# ZIS-150
El ZIS-150 fue un modelo de camión fabricado por la empresa soviética ZIL (Zavod imeni Likhacheva) entre 1947 y 1957.
El modelo sustituyó al ZIS-5 y llegó a ser, junto al GAZ-51, uno de los principales camiones de la Unión Soviética de los años 50. Su cabina era similar al modelo estadounidense KR11 fabricado por International Harvester.
En 1957 el ZIS-150 fue sustituido por el ZIS-164, aunque solo se diferenciaban en las barras verticales de la parrilla delantera y en el parachoques.
El ZIS-150 también fue fabricado en Rumania entre 1954 y 1960 por la empresa Steagul Rosu, con el nombre de RE-101, en China por la empresa First Automobile Works con la denominación de Jiefang CA-10, y en Corea del Norte se construyó un prototipo bajo el nombre de "Chollima".
Al terminar su producción en 1957 se habían fabricado un total de 774.615 unidades.

## Especificaciones
Especificaciones técnicas del ZIS-150:
- Pma: 4.000 kg
- Motor: 90 CV/2400 rpm, 6 cilindros, 5555 cc
- Diámetro / carrera: 101.6/114.3 mm
- Longitud: 6.720 mm, ancho: 2385 mm, altura: 2.180 mm
- Distancia entre ejes: 4.000 mm
- Vía delantera: 1.700 mm
- Vía trasera: 1.740 mm
- Radio de giro de la rueda delantera exterior: 8 m
- Relación de compresión: 6.0
- Embrague: disco doble y seco
- Caja de cambios: 5 velocidades
- Peso (sin carga): 3.900 kg
- Velocidad máxima: 65 km/h
- Neumáticos: 9,00 x20 pulgadas
- Capacidad de combustible: 150 L
- Consumo de combustible: 32,5 l/100 km